# Robert Preston
Robert Preston (ur. 8 czerwca 1918, zm. 21 marca 1987) – amerykański aktor filmowy i telewizyjny.

## Filmografia
seriale
- 1949: Man Against Crime jako Pat Barnett
- 1951: Goodyear Television Playhouse jako Thomas Howard
- 1956: Playhouse 90 jako Gospodarz / Zachary Meredith

film
- 1938: Illegal Traffic jako Charles Bent Martin
- 1939: Union Pacific jako Dick Allen
- 1939: Braterstwo krwi jako Digby Geste
- 1941: Dama z Cheyenne jako Steve Lewis
- 1942: Star Spangled Rhythm jako on sam (niewymieniony w czołówce)
- 1947: The Macomber Affair jako Francis Macomber
- 1947: Variety Girl jako on sam
- 1948: Krwawy księżyc jako Tate Riling
- 1951: Najlepszy z najgorszych jako Matthew Fowler
- 1952: Twarzą w twarz jako szeryf Jack Potter
- 1960: Ciemność na szczycie schodów jako Rubin Flood
- 1962: Muzyk jako Harold Hill
- 1962: Jak zdobywano Dziki Zachód jako Roger Morgan
- 1972: Junior Bonner jako Ace Bonner
- 1981: S.O.B. jako Dr. Irving Finegarten
- 1982: Victor/Victoria jako Carroll 'Toddy' Todd

## Nagrody i nominacje
Został uhonorowany nagrodą NSFC. Został nominowany do Oscara, Złotego Globu i Saturna.